# کایل براون (بازیکن راگبی)
کایل براون (انگلیسی: Kyle Brown؛ زادهٔ ۶ فوریهٔ ۱۹۸۷) بازیکن راگبی ۱۵ نفره اهل آفریقای جنوبی است.
وی در مسابقات کشوری و بین‌المللی در مجموع برندهٔ ۲ مدال طلا، ۲ مدال برنز شده‌است.